# Cnemidocarpa platybranchia
Cnemidocarpa platybranchia är en sjöpungsart som beskrevs av C.S. Millar 1955. Cnemidocarpa platybranchia ingår i släktet Cnemidocarpa och familjen Styelidae. Inga underarter finns listade i Catalogue of Life.